# Conanthalictus namatophilus
Conanthalictus namatophilus là một loài Hymenoptera trong họ Halictidae. Loài này được Timberlake mô tả khoa học năm 1961.